# カニンガムの法則
カニンガムの法則（カニンガムのほうそく、英: Cunningham's law）は、「インターネット上で正しい答えを得る最良の方法は質問することではなく、間違った答えを書くことである」という法則である。

## 概要
カニンガムの法則は、1980年代にWikiの発明者であるウォード・カニンガムとともに仕事をしていた際のことを参考にして、2010年にインテルの元幹部スティーブン・マクギーディがニューヨーク・タイムズの言語ブログ上で提唱した法則である。
この言葉はフランス語の「prêcher le faux pour savoir le vrai（偽りを説いて真実を知る）」という表現と同義であり、一説にはこのフランス語の表現を応用したものがカニンガムの法則だとする説もある。
この法則は、インターネット上でただ単に手助けを叫んでいる投稿に対しては苦労する必要がないと思う反面、その投稿自体に間違いがあった場合、その間違いを訂正しなければならないと考えるという心理的動機付けが関係しているとされている。
小説『四つの署名』内での聞き込みをスムーズに行うコツや、ドラマ『SHERLOCK』の「大いなるゲーム」でのセリフなどにみられるように、シャーロック・ホームズはこの法則をまるで知っていたかのようにも捉えられる発言を行っている。